# Flower Bud
Flower Bud es el segundo EP del grupo femenino de Corea del Sur GFriend. Fue lanzado por Source Music el 23 de julio de 2015 y distribuido por KT Music. El álbum contiene seis canciones, incluido el sencillo «Me Gustas Tu» y una pista instrumental. La mayoría de las pistas del álbum fueron escritas por Iggy y Seo Yong-bae, quienes trabajaron con el grupo en su álbum debut, Season of Glass.
El álbum debutó en el número 6 en la lista Gaon Album Chart y vendió más de 18.000 unidades.

## Antecedentes y lanzamiento
El 13 de julio de 2015, Source Music anunció el próximo lanzamiento del segundo EP de GFriend, bajo el título de Flower Bud. El álbum se lanzó como descarga digital el 23 de julio y en formato CD el 27 de julio. El vídeo musical del sencillo principal, «Me Gustas Tu», fue producido por Zanybros y dirigido por Hong Won-ki, y corresponde a la segunda canción de la "serie escolar" del grupo, que representa un viaje durante las vacaciones de verano.
La imagen "pura" del grupo se complementó con una poderosa coreografía de baile, poco común para un grupo de chicas con un concepto inocente. La coreografía fue creada por Park Jun-hee y la parte más destacada involucra a Yerin saltando sobre Umji, mientras que Yuju se desliza por debajo en una división. El grupo tardó tres meses en perfeccionar los movimientos difíciles.

## Composición y letras
«Me Gustas Tu» y «One» fueron escritas por Iggy y el productor de Rainbow Bridge World, Seo Yong-bae, el equipo que también compuso canciones del primer álbum de GFriend, incluida «Glass Bead». La letra de «Me Gustas Tu» trata sobre la tímida confesión de amor de una chica. La canción fue escrita para enfatizar las cualidades «brillantes y juveniles» de las miembros, y presenta sintetizadores funky, guitarra y sonidos de bajo moog modular. «Under the Sky» es una canción sobre las esperanzas de una chica para el futuro, y «My Buddy» es una canción sobre la amistad y el amor. «One» es una canción sobre el amor, con guitarra acústica, cuerdas y piano eléctrico. Las cuatro canciones son pistas de baile de medio tempo similares en estilo a los grupos femeninos coreanos de la década de 1990.

## Promoción
GFriend promocionó el álbum con presentaciones de «Me Gustas Tu» en varios programas de música de Corea del Sur, comenzando con M! Countdown el 23 de julio de 2015. El 5 de septiembre, interpretaron la canción en un evento para SBS Radio en Inje, Provincia de Gangwon. El piso del escenario estaba mojado debido a la lluvia y Yuju resbaló y cayó cinco veces durante la presentación, mientras que SinB cayó una vez. Un fan publicó un vídeo de la actuación en YouTube, que posteriormente se volvió viral, aumentando la popularidad del grupo. La promoción del álbum terminó al día siguiente, con una presentación de «Glass Bead» y «Me Gustas Tu» en Inkigayo.
En enero de 2016, «Me Gustas Tu" fue una de las canciones transmitidas por altavoz en la Zona desmilitarizada de Corea, como parte del programa de propaganda contra Pionyang de Corea del Sur, Voice of Freedom. Esta transmisión fue una respuesta a la Prueba nuclear de Corea del Norte de enero de 2016.

## Recepción

### Comentarios de la crítica
Won Ho-jung de The Korea Herald dijo que GFriend «jugó a lo seguro» con el álbum, yendo con el género de nicho de bubblegum pop en lugar del más popular EDM y hip hop, y manteniendo el «ambiente dulce e inocente» de su primer álbum. En general, Won dijo que las canciones no eran ni malas ni sobresalientes, y que el grupo se proponía «solidificar su posición en el mundo del K-pop» con su próximo lanzamiento.
Varios críticos musicales dijeron que las canciones de GFriend se «caracterizan por estar bien hechas, con melodías familiares y pegadizas, que se asemejan a los temas musicales de las películas animadas japonesas». Seo Jeong Min-gap dijo que «Me Gustas Tu» estaba particularmente pulida y tenía «una fuerte sensación de finalización».

### Recibimiento comercial
El álbum entró en la lista semanal de Gaon Album Chart en la posición 6. Fue el decimoctavo álbum más vendido durante el mes de julio de 2015, vendiendo 4.011 copias físicas. Para marzo de 2016, había vendido más de 18.000 unidades. «Me Gustas Tu» ingresó al Gaon Digital Chart en el número 27 y subió al número 15 la semana siguiente. Alcanzó el puesto número 8 después de que el vídeo de la actuación se volviera viral. Después del lanzamiento del tercer EP de GFriend, Snowflake, «Me Gustas Tu» subió en la lista, ubicándose en el número 12 la segunda semana de febrero de 2016. Hasta mayo de 2016, ha vendido 1,6 millones de descargas digitales.

## Lista de canciones
| CD    |                                  |                    |                                |                          |          |  |
| N.º   | Título                           | Letras             | Música                         | Arreglos                 | Duración |  |
| 1.    | «Intro (Flower Bud)»             |                    | Iggy, Seo Yong-bae             | Iggy, Seo Yong-bae       | 1:19     |  |
| 2.    | «Me Gustas Tu (오늘부터 우리는)» | Iggy, Seo Yong-bae | Iggy, Seo Yong-bae             | Iggy, Seo Yong-bae       | 3:40     |  |
| 3.    | «Under the Sky (하늘 아래서)»    | Iggy               | Iggy, Hong Beom-gyu, Kim Woong | Hong Beom-gyu, Kim Woong | 4:10     |  |
| 4.    | «One»                            | Iggy, Seo Yong-bae | Iggy, Seo Yong-bae             | Iggy, Seo Yong-bae       | 3:14     |  |
| 5.    | «My Buddy (기억해)»              | Heuk Tae           | Heuk Tae, Kwon Hyeok-ho        | Heuk Tae                 | 3:33     |  |
| 6.    | «Me Gustas Tu» (Instrumental)    |                    | Iggy, Seo Yong-bae             | Iggy, Seo Yong-bae       | 3:40     |  |
| 19:36 |                                  |                    |                                |                          |          |  |